# Équipe de Macao masculine de volley-ball
L'équipe de Macao de volley-ball est composée des meilleurs joueurs macanais sélectionnés par l'Association de volley-ball amateur de Macao (Amateur Volleyball Association of Macao, AVAM). Elle est actuellement classée au 89e rang mondial par la Fédération Internationale de Volleyball au 15 janvier 2010.

## Sélection actuelle
Sélection pour les qualifications aux Championnats du monde 2010.

Entraîneur : Veng Tong Leong  ; entraîneur-adjoint : Tong Man Sou 

## Palmarès et parcours

### Palmarès
Néant.

### Parcours

#### Championnat d'Asie et d'Océanie
| - 1975 : Non qualifié - 1979 : Non qualifié - 1983 : Non qualifié - 1987 : Non qualifié - 1989 : Non qualifié - 1991 : Non qualifié - 1993 : Non qualifié - 1995 : Non qualifié - 1997 : 13e - 1999 : Non qualifié | - 2001 : Non qualifié - 2003 : Non qualifié - 2005 : Non qualifié - 2007 : Non qualifié - 2009 : Non qualifié |

#### Jeux asiatiques
| - 1958 : ? - 1962 : ? - 1966 : ? - 1970 : ? - 1974 : ? - 1978 : ? - 1982 : ? - 1986 : ? - 1990 : ? - 1994 : ? | - 1998 : ? - 2002 : 9e - 2006 : 15e - 2010 : |